# Taira sichuanensis
Espèce
Taira sichuanensis est une espèce d'araignées aranéomorphes de la famille des Amaurobiidae.

## Distribution
Cette espèce est endémique du Sichuan en Chine,. Elle se rencontre dans le xian de Changning vers 700 m d'altitude.

## Description
Le mâle holotype mesure 4,90 mm et la femelle paratype 3,80 mm.

## Étymologie
Son nom d'espèce, composé de sichuan et du suffixe latin -ensis, « qui vit dans, qui habite », lui a été donné en référence au lieu de sa découverte, le Sichuan.

## Publication originale
- Wang, Jäger & Zhang, 2010 : The genus Taira, with notes on tibial apophyses and descriptions of three new species. Journal of Arachnology, vol. 38, no 1, p. 57-72 (texte intégral).